# Teresa Wilms Montt
María Teresa Wilms Montt de las Mercedes[réf. nécessaire], en espagnol : María Teresa de las Mercedes Wilms Montt, née le 8 septembre 1893 à Viña del Mar (Chili) et morte le 24 décembre 1921 à Paris, est une écrivaine et poètesse chilienne.
Elle est considérée comme une précurseur du féminisme libertaire.

## Biographie

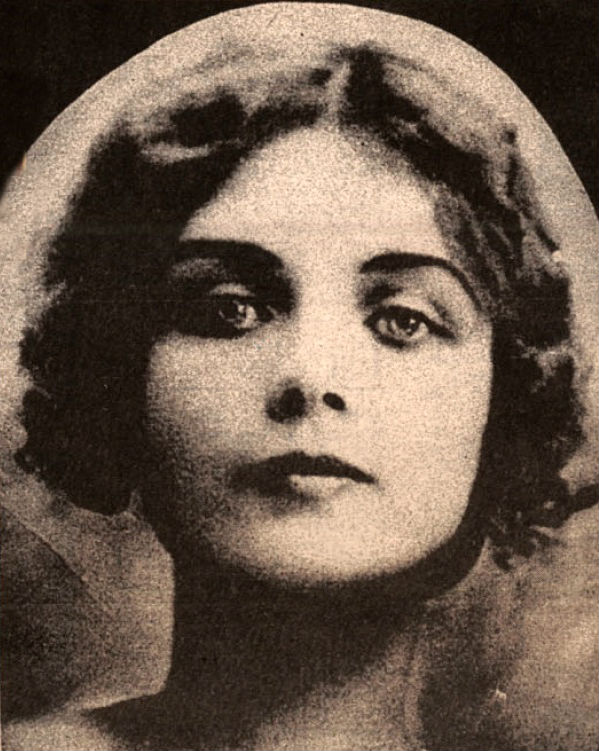
Photographie non sourcée.

Teresa Wilms Montt est issue d'une famille aristocratique influente dans la politique commerciale chilienne.
En 1910, elle épouse, contre la volonté de sa famille, Gustavo Balmaceda Valdés avec qui elle rejoint Santiago où elle participe à la vie culturelle. Elle a deux filles, Elisa et Silvia Luz, qui lui seront enlevées à la demande du père.
Entre 1912 et 1915, elle réside à Iquique alors en plein essor à la suite de la découverte de gisements de nitrates.

### Féministe et anarchiste

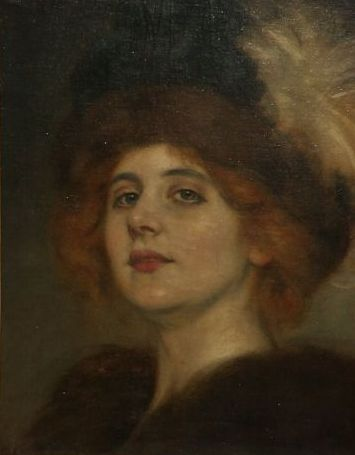
Antonio de La Gandara, Portrait de Teresa Wilms Montt, Limache,.

La jalousie de son mari et ses préoccupations intellectuelles persistantes la plonge dans des espaces autrefois réservés aux hommes et marquent le début de l'errance tragique de l’écrivaine. Elle entretient une étroite amitié avec des artistes et des intellectuels influents, dont le poète Víctor Domingo Silva. Elle publie ses premiers textes sous le pseudonyme de « Iquique Tebal » ou « Tebal ».
Elle rencontre des femmes syndicalistes issues du mouvement ouvrier naissant et adhère aux idéaux féministes et anarchistes, influencée par la féministe espagnole Belén de Sárraga et le militant ouvrier chilien Luis Emilio Recabarren. Elle est également proche, à cette époque, de la franc-maçonnerie.
De retour à Santiago, son mari découvre sa relation extra-conjugale avec Vicente Zañartu Balmaceda et organise un « tribunal de la famille » qui l'oblige, le 18 octobre 1915, à intégrer un couvent. Elle y fera sa première tentative de suicide le 29 mars 1916.
En juin 1916, Vicente Huidobro l'aide à s'évader du couvent et s'enfuit avec elle à Buenos Aires. Son séjour dans cette ville lui permet de rencontrer un cercle intellectuel cosmopolite, elle devient amie des écrivains Victoria Ocampo, Jorge Luis Borges, et de la fashionista-féministe « Pele » Peregrina Pastorino qui aura une grande influence sur elle.
En 1917, elle publie Inquietudes Sentimentales et Los Tres Cantos.
Elle se rend à New York, où elle veut travailler pour la Croix-Rouge, mais est bloquée à Ellis Island par les autorités américaines qui la soupçonnent d'être une espionne allemande, sa famille étant d'origine allemande.

### Rayonnement intellectuel à Madrid et Paris

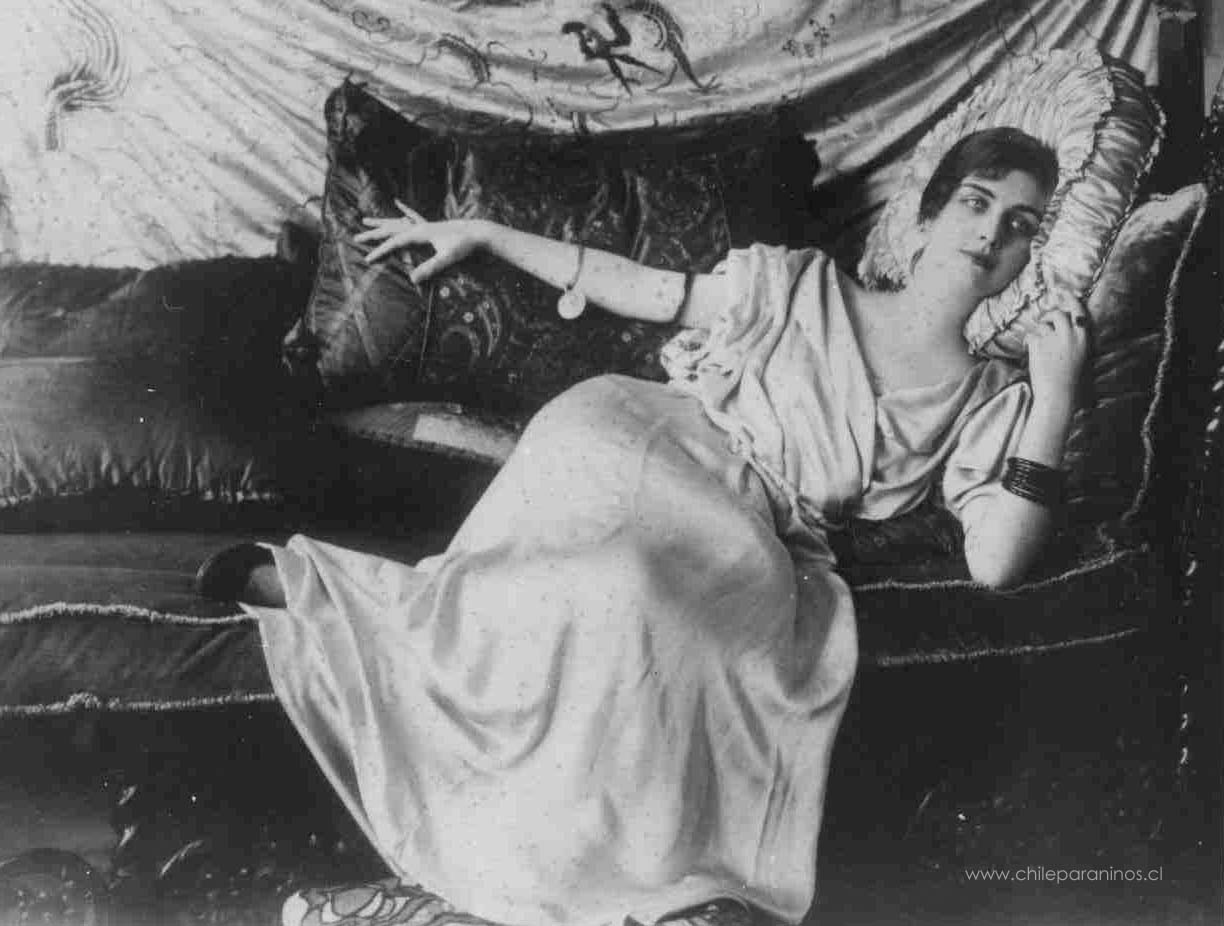
Photographie anonyme.

Elle se rend ensuite en Espagne où, à Madrid, elle poursuit une vie de bohème et rencontre nombre d'écrivains. Elle publie alors sous le pseudonyme de Teresa de la Cruz ses œuvres : En la Quietud del Mármol et Mi destino es errar.
En 1920, elle se fixe à Paris où elle fait venir ses filles qu'elle n'a pas vues depuis cinq ans. Cependant, après leur départ pour le Chili, dépressive, elle tombe gravement malade.
Peu avant Noël 1921, elle se suicide par overdose de véronal. Après quelques jours d'agonie, elle meurt le 24 décembre à l'hôpital Laennec à Paris. Elle est inhumée au cimetière du Père-Lachaise (division 82).

## Œuvres
- Inquietudes sentimentales, Buenos Aires, Mercatali, 1917 ; traduit en français par Monique-Marie Ihry en 2020 (BNF 46603790) (OCLC 651176496).
  - Inquiétudes sentimentales = Inquietudes sentimentales, Cap de l’étang, 2020. 176 pages, Bilingue
- Los tres cantos, Buenos Aires, B. Moen, 1917 (OCLC 12129850), ; traduit en français par Monique-Marie Ihry en 2021 Notice BnF.
  - Les trois chants = Los tres cantos, Cap de l’étang, 2021, 60 pages, Bilingue.
- En la quietud de mármol, Madrid, Casa Blanco, 1918 (OCLC 55318896), traduit en français par Monique-Marie Ihry en 2022, Dans la sérénité du marbre  (ISBN 978-2-37613-103-8).
  - Dans la sérénité du marbre = En la quietud del mármol, Cap de l’Étang, 2022, 144 pages, Bilingue
- Lo que no se ha dicho, Santiago, Nascimento, 1922 (OCLC 55322785).
- Libro del camino : obras completas, Mexico, Grijalbo, 1995 (BNF 37629404).

## Dans les arts

### Cinéma
- Tatiana Gaviola, Teresa : Crucificada por amar, Chili, 2009, notice IMDb, (OCLC 726764595).

### Musique
- Lorella Serni, Alessandra Garosi, Teresa Wilms Montt Diario, 2009, EMA Records.

#### Travaux universitaires
- (es) Marcela Weintraub, Melancolía y subjetividad femenina en el Diario íntimo de Teresa Wilms Montt, Université du Chili, juin 2007, texte intégral.

### Iconographie
- Teresa Wilms Montt… la madre en ligne  sur Flickr.